# Zorzines albapex
Zorzines albapex là một loài bướm đêm trong họ Noctuidae.